# Lila Tretikov
Lila Tretikov, född 25 januari 1978 i Moskva, är en amerikansk programmerare.  
Lila Tretikovs far var matematiker och hennes mor var filmare. Hon flyttade till New York vid 16 års ålder. Hon tog en magisterexamen i datorvetenskap och konstvetenskap vid University of California. Hon anställdes som mjukvaruprogrammerare på Sun Microsystems i Kalifornien 1999 och startade senare det egna teknologiföretaget GrokDigital och blev senare biträdande chef för programvaruutveckling på SugarCRM, Inc. 
Lila Tretikov var mellan juni 2014 och mars 2016 verksamhetschef för Wikimedia Foundation.